# Leptoceratopsidae
Die Leptoceratopsidae (auch Leptoceratopidae) sind ein Taxon (eine systematische Gruppe) der Dinosaurier aus der Gruppe der Ceratopsia. Sie umfassen einige kleinere, in der Oberen Kreide im heutigen Nordamerika lebende Tiere.
Die Tiere dieser Gruppe waren relativ kleine Dinosaurier. Wie bei allen Ceratopsia wurde die Schnauze aus dem Rostralknochen und dem Praedentale gebildet. Am Nacken befand sich das für die höher entwickelten Ceratopsia typische Nackenschild. Die Zähne waren auf eine pflanzliche Ernährung ausgerichtet, im Gegensatz zu den Zahnbatterien der Ceratopsidae waren sie aber einfach gebaut.
Die Systematik innerhalb der Ceratopsia ist umstritten. Nach phylogenetischen Untersuchungen bilden Leptoceratops und Montanoceratops eine gut definierte Klade und den „Kern“ der Leptoceratopsidae. Diese Tiere wurden früher in die Protoceratopsidae eingeordnet, heute jedoch als eigene Familie Leptoceratopsidae geführt. Nach der Definition von P. Makovicky umfassen die Leptoceratopsidae alle Taxa, die näher mit Leptoceratops als mit Triceratops verwandt sind.
Folgende Gattungen gehören möglicherweise dazu:
- Leptoceratops
- Ferrisaurus[3]
- Gryphoceratops[4]
- Montanoceratops
- Prenoceratops
- Unescopceratops[4]

Alle diese Gattungen lebten in der Oberkreide (Campanium und Maastrichtium) im heutigen Nordamerika. Die Zugehörigkeit der asiatischen Formen Bainoceratops und Udanoceratops ist umstritten – einige Merkmale sprechen für eine Zugehörigkeit zu den Protoceratopsidae –, ebenso die einiger schlecht erhaltener Taxa (Asiaceratops und Serendipaceratops). Die 2007 entdeckte Gattung Cerasinops ist möglicherweise das Schwestertaxon der Leptoceratopsidae.
Auch die äußere Systematik ist umstritten. Nach P. Makovicky bilden die Leptoceratopsidae das Schwestertaxon einer Gruppe aus Protoceratopsidae und Ceratopsoidea (Zuniceratops und Ceratopsidae). Nach You et al. sind hingegen die Leptoceratopsidae näher mit den Ceratopsoidea als mit den Protoceratopsidae verwandt. Paläobiogeographisch wäre die zweite Variante plausibler, da es eine nur in Nordamerika vorkommende Klade ergeben würde, die den asiatischen Protoceratopsidae gegenübersteht.